# Obregonia
Obregonia és un gènere monotípic de cactus que conté una única espècie Obregonia denegrii. L'espècie és endèmica de l'estat de Tamaulipas a Mèxic.

## Descripció
Obregonia denegrii normalment creix com una sola planta, caracteritzada per un àpex enfonsat i llanós. Aquesta espècie rara s'assembla a un con de pi verd invertit amb un centre llanós. Les tiges prenen una forma globular aixafada amb un centre llanós, on pot arribar a fer a diàmetres de fins a 15 cm i que mostra un espectre de color des del verd grisenc fins al verd fosc. Les arèoles petites estan situades a les puntes dels tubercles, adornades amb llana en els seus primers estadis. es arèoles presenten de 2 a 4 espines blanquinoses a marrons, que fan aproximadament entre 5 i 15 mm de longitud, als tubercles joves. Aquestes espines són suaus, flexibles, lleugerament corbades i tendeixen a desprendre's ràpidament. A l'estiu, floreixen les flors que surten entre la llana de l'àpex i al centre de la tija en tubercles joves. Aquestes flors adquireixen un aspecte blanc en forma d'embut, diürn, amb unes dimensions que arriben als 2,5 cm de diàmetre i 2,5-3 cm de llarg. ls segments externs del periant presenten una tonalitat grisenca i l'hipant està exposat o té unes escates. Els filaments són de color porpra vermellós o rosat, les anteres són grogues i tant l'estil com els lòbuls de l'estigma són blancs.

## Distribució
Obregonia denegrii es distribueix a la vall de Jaumave a Ciudad Victoria, a l'estat mexicà de Tamaulipas, on prospera de forma comuna a cotes d'uns 1000 metres d'altitud. Aquesta planta prospera en zones obertes semidesèrtiques i arbustos densos. Creix lentament en cultiu i requereix poca aigua. Es beneficia de ple sol i es multiplica per llavor. És de creixement molt lent.
És una espècie en perill de la Llista Vermella de la UICN.

## Taxonomia
El gènere Obregonia va ser descrit per Frič ex-A. Berger i publicat a Kaktusova Priloha Život v Přírodě Vychaizi v Praze. Strana 29(2): 3, a l'any 1925. I l'espècie Obregonia denegrii va ser descrit per Frič i publicat a Kaktusova Priloha Život v Přírodě Vychaizi v Praze. Strana 29(2): 14, a l'any 1925.
Etimologia
Obregonia: rep el nom en honor d'Álvaro Obregón.
denegrii: rep el nom en honor de Ramon P. De Negri, que era el Ministre d'Agricultura de Mèxic quan el cactus va ser descrit per primera vegada per Alfred Frec el 1923.
Sinonímia
- Ariocarpus denegrii (Frič) W.T.Marshall in Cact. Succ. J. (Los Angeles) 18: 56 (1946)
- Strombocactus denegrii (Frič) G.D.Rowley in Repert. Pl. Succ. 23: 9 (1972 publ. 1974), sense data del basiònim.[6][7]

## Usos
Els indis nàhuatl anomenen la planta peyotl, i es diu que té alcaloides al·lucinògens. És un dels parents vius més propers del gènere Lophophora.

## Galeria

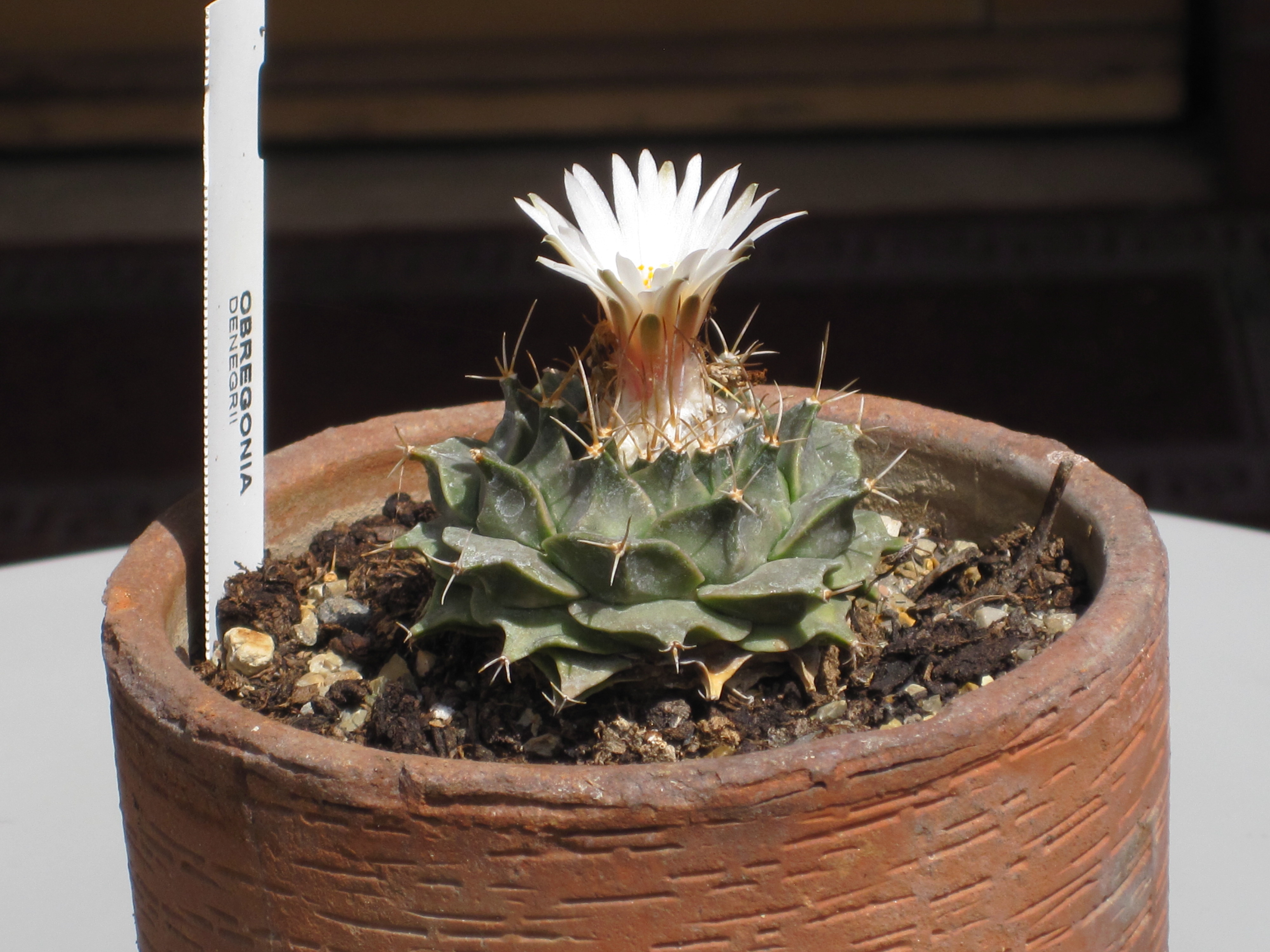
Obregonia denigrii en flor
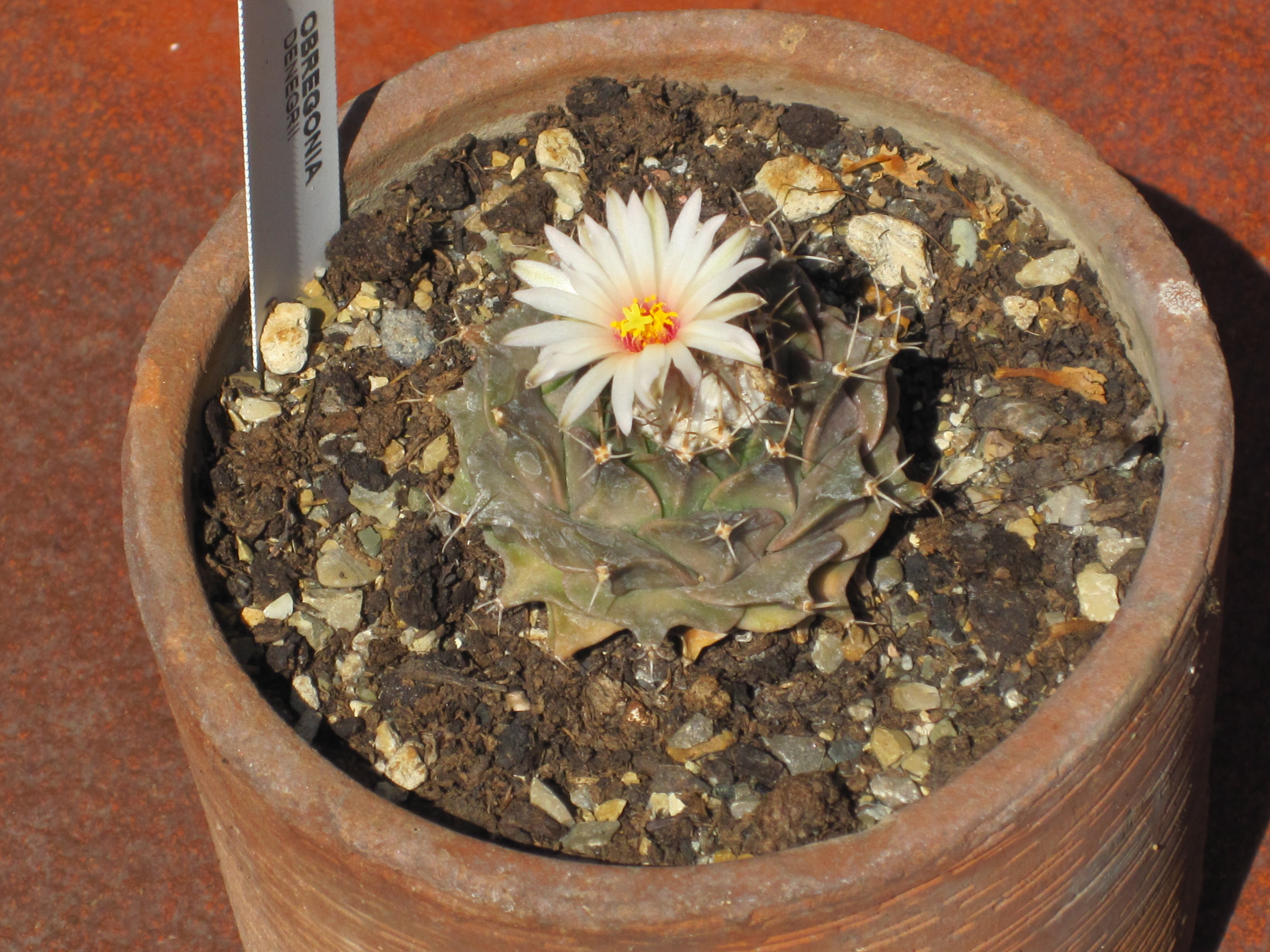
Obregonia denigrii vista des de dalt
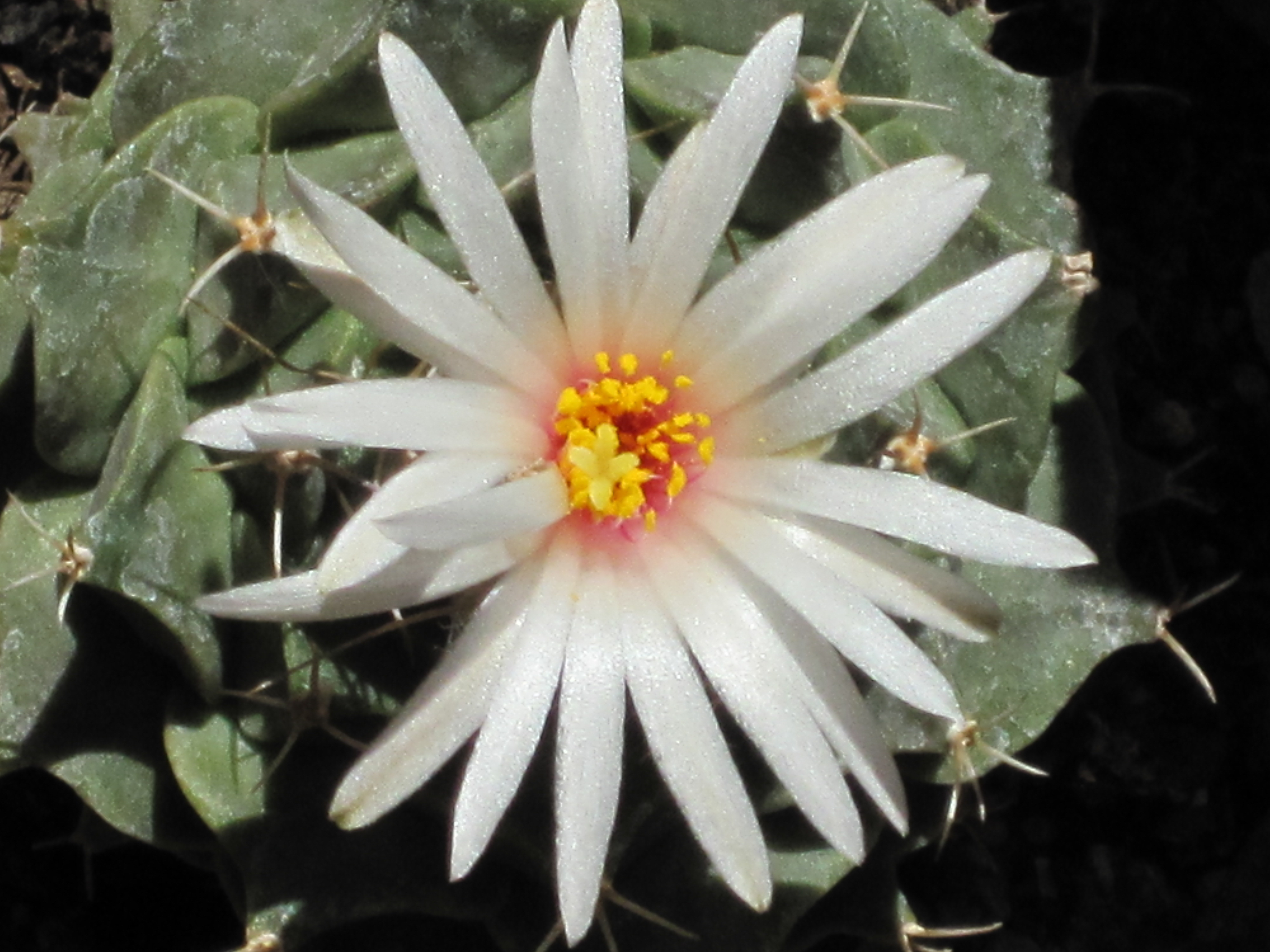
La flor d'Obregonia denigrii
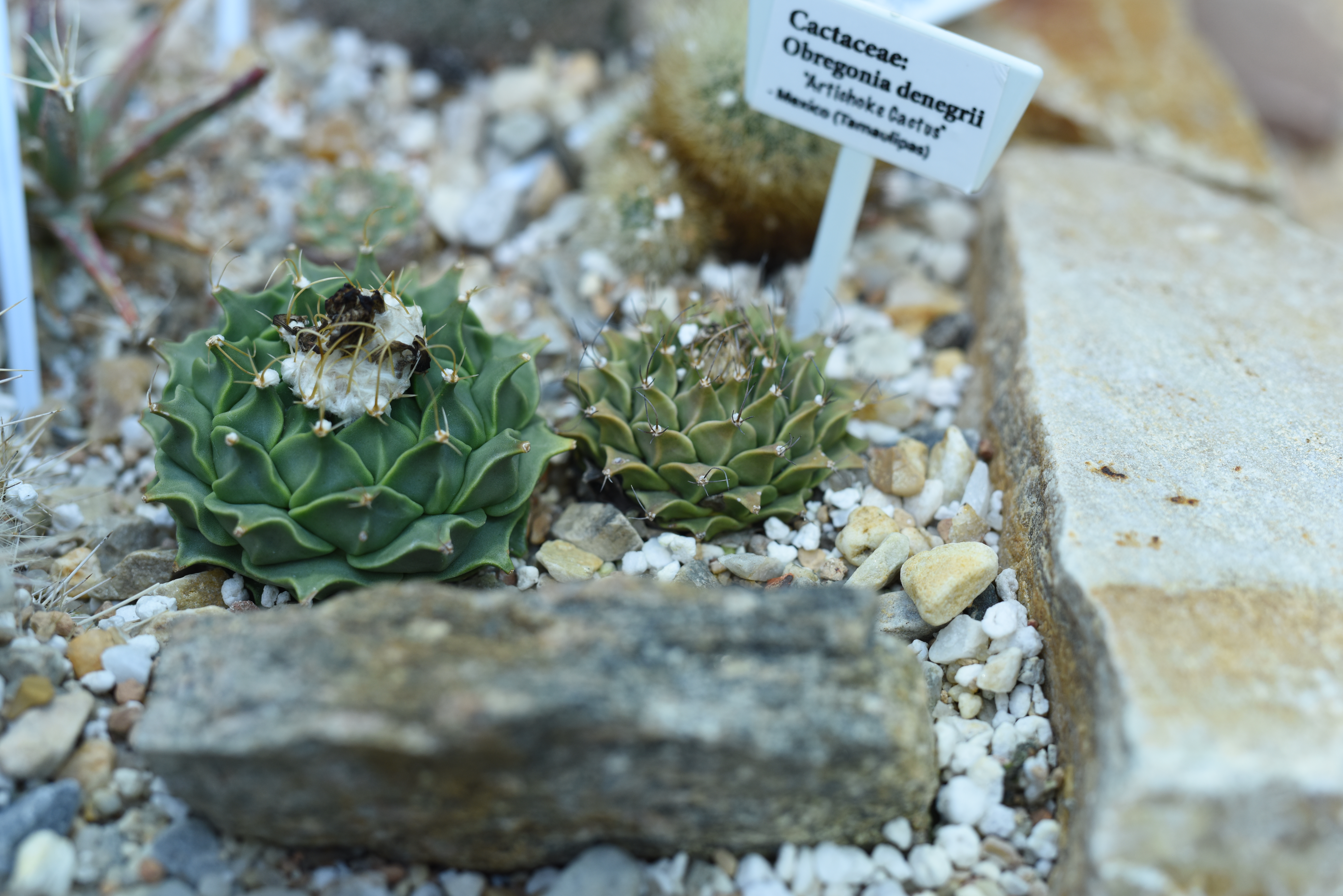
Espècimen de planta conreada